# لوف جايكد (فلم)
لوف جايكد (بالإنجليزية: Love Jacked)، هُو فيلم كندي صدر سنة 2018 وأخرجه Alfons Adetuyi.

## وصلات خارجية
- لوف جايكد  في قاعدة بيانات الأفلام على الإنترنت (بالإنجليزية)